# Dubai Juniors
Das Dubai Juniors (auch Dubai Junior International genannt) ist im Badminton die offene internationale Meisterschaft der Vereinigten Arabischen Emirate für Junioren und damit das bedeutendste internationale Juniorenturnier in den Emiraten. Es wurde erstmals 2018 ausgetragen.

## Die Sieger
| Saison    | Herreneinzel      | Dameneinzel       | Herrendoppel                        | Damendoppel                        | Mixed                  |
| --------- | ----------------- | ----------------- | ----------------------------------- | ---------------------------------- | ---------------------- |
| 2018      | Varun Kapur       | Tanya Hemanth     | Rizki Adam Michael Kaldrian Wiguna  | Rachel Jacob Cherickal Haarini Sai | Alex Green Nida Najeeb |
| 2019      | Prince Dahal      | Tasnim Mir        | Keiichiro Matsui Yoshinori Takeuchi | Aditi Bhatt Tanisha Crasto         | Ayan Rashid Tasnim Mir |
| 2020 2024 | nicht ausgetragen | nicht ausgetragen | nicht ausgetragen                   | nicht ausgetragen                  | nicht ausgetragen      |